# Natação no Campeonato Mundial de Esportes Aquáticos de 2023 - 4x200 m livre feminino
A disputa na modalidade 4x200 metros livre feminino de Natação no Campeonato Mundial de Esportes Aquáticos de 2023 fora realizada no dia 27 de julho de 2023 na Marine Messe Fukuoka em Fukuoka, no Japão. Ao todo, 82 nadadoras, divididas em no mínimo, quartetos, totalizando 19 Comitês Olímpicos Nacionais, estavam previstas para participarem do evento. Com 7:37.40, a equipe australiana tornou-se campeã mundial do evento, estabelecendo um novo recorde mundial.

## Formato da competição
A competição consiste em duas rodadas: eliminatórias e final. As equipes com os 8 melhores tempos nas eliminatórias avançam a final. Desempates (swim-offs) são utilizados conforme necessário para quebrar os empates de avanço a próxima rodada.

## Calendário
Todos os horários estão na Hora legal japonesa (UTC+9).
| Data                | Horário | Fase          |
| ------------------- | ------- | ------------- |
| 27 de julho de 2023 | 11:45   | Eliminatórias |
| 27 de julho de 2023 | 21:45   | Final         |

## Recordes
Antes desta competição, os recordes mundiais e do campeonato nesta prova eram os seguintes:
| Tipo                  | Atleta    | Tempo     | Local      | Data                |
| --------------------- | --------- | --------- | ---------- | ------------------- |
|                       | Austrália | 7m 39s 29 | Birmingham | 31 de julho de 2022 |
| Recorde do campeonato | Austrália | 7m 41s 45 | Budapeste  | 22 de junho de 2022 |

Nesta competição, o seguinte recorde fora estabelecido:
| Data        | Evento | CON       | Tempo     | Recorde         |
| ----------- | ------ | --------- | --------- | --------------- |
| 27 de julho | Final  | Austrália | 7m 37s 50 | Recorde mundial |

## Medalhistas
| Ouro | Prata | Bronze                                                                            |
| Austrália · Mollie O'Callaghan · Shayna Jack · Brianna Throssell · Ariarne Titmus · Madison Wilson · Lani Pallister · Kiah Melverton | Estados Unidos · Erin Gemmell · Katie Ledecky · Bella Sims · Alex Shackell · Leah Smith · Anna Peplowski | China · Li Bingjie · Li Jiaping · Ai Yanhan · Liu Yaxin · Yang Peiqi · Ge Chutong |

## Resultados

### Eliminatórias
As eliminatórias foram realizadas no dia 23 de julho com início às 11:45.
| Pos. | Bateria | Raia | CON            | Nadadoras | Tempo   | Notas            |
| ---- | ------- | ---- | -------------- | --- | ------- | ---------------- |
| 1    | 1       | 4    | Estados Unidos | Leah Smith (1:57.78) Erin Gemmell (1:55.65) Alex Shackell (1:56.05) Anna Peplowski (1:56.88)                          | 7:46.36 | Q                |
| 2    | 2       | 4    | Austrália      | Madison Wilson (1:57.06) Lani Pallister (1:56.83) Brianna Throssell (1:56.31) Kiah Melverton (1:57.64)                | 7:47.84 | Q                |
| 3    | 1       | 3    | Reino Unido    | Freya Colbert (1:57.35) Abbie Wood (1:57.35) Medi Harris (1:58.74) Lucy Hope (1:57.32)                                | 7:51.13 | Q                |
| 4    | 1       | 5    | China          | Ai Yanhan (1:56.97) Yang Peiqi (1:59.07) Ge Chutong (1:58.21) Li Jiaping (1:57.30)                                    | 7:51.55 | Q                |
| 5    | 2       | 3    | Países Baixos  | Janna van Kooten (1:58.48) Imani de Jong (1:59.35) Silke Holkenborg (1:59.42) Marrit Steenbergen (1:56.27)            | 7:53.52 | Q                |
| 6    | 2       | 5    | Canadá         | Ella Jansen (1:59.53) Emma O'Croinin (1:58.10) Brooklyn Douthwright (1:58.25) Katerine Savard (1:58.85)               | 7:54.73 | Q                |
| 7    | 2       | 6    | Hungria        | Lilla Minna Ábrahám (1:59.12) Nikolett Pádár (1:57.83) Ajna Késely (1:58.78) Dóra Molnár (1:59.53)                    | 7:55.26 | Q                |
| 8    | 1       | 6    | Brasil         | Stephanie Balduccini (1:59.83) Maria Fernanda Costa (1:58.13) Gabrielle Roncatto (1:59.12) Nathália Almeida (1:59.06) | 7:56.14 | Q                |
| 9    | 2       | 2    | Japão          | Rio Shirai (1:58.80) Nagisa Ikemoto (1:58.33) Chihiro Igarashi (1:59.94) Kinuko Mochizuki (2:00.15)                   | 7:57.22 |                  |
| 10   | 1       | 1    | Israel         | Anastasia Gorbenko (1:58.18) Daria Golovaty (1:59.36) Ayla Spitz (2:00.80) Lea Polonsky (2:00.68)                     | 7:59.02 | Recorde nacional |
| 11   | 2       | 7    | Nova Zelândia  | Erika Fairweather (1:57.02) Eve Thomas (1:59.80) Summer Osborne (2:02.81) Caitlin Deans (2:00.48)                     | 8:00.11 |                  |
| 12   | 1       | 2    | Itália         | Sofia Morini (1:59.36) Costanza Cocconcelli (2:00.70) Sara Franceschi (1:59.30) Emma Menicucci (2:00.77)              | 8:00.13 |                  |
| 13   | 1       | 7    | Alemanha       | Isabel Gose (1:58.71) Leonie Kullmann (2:00.84) Nele Schulze (2:01.13) Nina Holt (1:59.80)                            | 8:00.48 |                  |
| 14   | 1       | 8    | Espanha        | Carla Carron (2:01.28) Ainhoa Campabadal (2:01.24) Alba Herrero (2:00.44) Paula Juste (2:00.66)                       | 8:03.62 |                  |
| 15   | 2       | 8    | Coreia do Sul  | Kim Seo-yeong (1:59.87) Hur Yeon-kyung (1:59.38) Han Da-kyung (2:03.10) Park Su-jin (2:03.05)                         | 8:05.40 |                  |
| 16   | 2       | 1    | Áustria        | Lena Kreundl (2:01.69) Marlene Kahler (2:00.69) Cornelia Pammer (2:00.84) Lena Opatril (2:02.55)                      | 8:05.77 |                  |
| 17   | 2       | 9    | Bélgica        | Valentine Dumont (1:58.92) Fleur Verdonck (2:01.20) Lotte Vanhauwaert (2:02.32) Lana Ravelingien (2:04.50)            | 8:06.94 |                  |
| 18   | 2       | 0    | Turquia        | Deniz Ertan (2:03.03) Merve Tuncel (2:01.03) Ecem Dönmez (2:02.78) Ela Naz Özdemir (2:03.92)                          | 8:10.76 |                  |
| 19   | 1       | 0    | México         | DNS | DNS     | DNS              |

### Final
A final será realizada no dia 27 de julho às 21:45.
| Pos.              | Raia | CON            | Nadadoras | Tempo   | Notas           |
| ----------------- | ---- | -------------- | --- | ------- | --------------- |
| Medalha de ouro   | 5    | Austrália      | Mollie O'Callaghan (1:53.66) Shayna Jack (1:55.63) Brianna Throssell (1:55.80) Ariarne Titmus (1:52.41)               | 7:37.50 | Recorde mundial |
| Medalha de prata  | 4    | Estados Unidos | Erin Gemmell (1:55.97) Katie Ledecky (1:54.39) Bella Sims (1:54.64) Alex Shackell (1:56.38)                           | 7:41.38 |                 |
| Medalha de bronze | 6    | China          | Li Bingjie (1:55.83) Li Jiaping (1:57.54) Ai Yanhan (1:55.57) Liu Yaxin (1:55.46)                                     | 7:44.40 |                 |
| 4                 | 3    | Reino Unido    | Freya Colbert (1:56.16) Lucy Hope (1:57.32) Abbie Wood (1:56.85) Freya Anderson (1:56.30)                             | 7:46.63 |                 |
| 5                 | 7    | Canadá         | Mary-Sophie Harvey (1:58.50) Summer McIntosh (1:53.97) Emma O'Croinin (1:59.24) Brooklyn Douthwright (1:58.27)        | 7:49.98 |                 |
| 6                 | 2    | Países Baixos  | Janna van Kooten (1:58.17) Imani de Jong (1:59.60) Silke Holkenborg (1:59.69) Marrit Steenbergen (1:55.47)            | 7:52.93 |                 |
| 7                 | 1    | Hungria        | Nikolett Pádár (1:56.74) Lilla Minna Ábrahám (1:59.30) Dóra Molnár (1:59.16) Ajna Késely (1:59.45)                    | 7:54.65 |                 |
| 8                 | 8    | Brasil         | Stephanie Balduccini (2:01.05) Maria Fernanda Costa (1:59.01) Gabrielle Roncatto (1:59.22) Nathália Almeida (1:59.82) | 7:59.10 |                 |

Legenda
| Recorde mundial       | Recorde mundial (World record)               |                       | Recorde africano                      | Recorde africano (African) |                                           | Q | Classificado por posição (Qualified) |
| Recorde do campeonato | Recorde do campeonato (Championship record)  | Recorde da América    | Recorde da América (Americas)         | q                          | Classificado por melhor tempo (Qualified) |   |                                      |
| Melhor marca do ano   | Melhor marca do ano (World leading)          | Recorde asiático      | Recorde asiático (Asian)              | DNS                        | Não largou (Did not start)                |   |                                      |
| Recorde nacional      | Recorde nacional (National record)           | Recorde europeu       | Recorde europeu (European)            | DNF                        | Não terminou (Did not finish)             |   |                                      |
| Recorde pessoal       | Recorde pessoal do atleta (Personal best)    | Recorde da Oceania    | Recorde da Oceania (Oceania)          | DSQ / DQ                   | Desclassificado (Disqualified)            |   |                                      |
| Recorde da temporada  | Recorde da temporada do atleta (Season best) | Recorde sul-americano | Recorde sul-americano (South America) | NM                         | Sem marca (No mark)                       |   |                                      |